# 少卫增八Ab
少卫增八Ab是一颗位于仙王座系外行星，距离地球45光年，其母星为少卫增八A。科学家于2002年证实它是一颗行星，但是早在1988年，人们即怀疑其是行星家族的成员（这使得少卫增八Ab成为第一颗被发现的系外行星）。

## 探测与发现

### 1988年的发现声明
1988年，科学家首次宣称发现了少卫增八Ab——加拿大的一支天文学家团队（由布魯斯·坎貝爾、戈登·沃克和斯蒂芬森·杨领导）初步确定了该行星的存在。其后在1989年，安东尼·劳顿和P·赖特亦宣布发现了该行星。尽管还尚未证实，但是现在看来，少卫增八Ab的确是第一颗被发现的系外行星。发现者是使用后来已经日渐成熟、被广泛用于系外行星探测的视向速度法发现该行星的。不过，由于观测数据的质量并不足以提供足够的说服力，发现者于1992年收回了发现声明。

### 2002年的确认
2002年9月24日，少卫增八Ab最终被确认为一颗系外行星。初步的探测结果显示该行星的质量下限为1.59MJ。后来对少卫增八B进行的直接观测使科学家得以对该系统的参数作出进一步的修订。修订后的结果表明少卫增八Ab是在一个距离中央恒星2.044天文单位的椭圆轨道上运行的，其轨道周期接近2.5个地球年，轨道离心率为0.115，这表明其近拱点和远拱点距离中央恒星分别为1.81天文单位和2.28天文单位。其轨道如置于太阳系中，则将位于火星轨道之外。
依巴谷卫星2006年的观测数据表明该行星的质量有95%的可能性小于13.3MJ，有99.75%的可能性小于16.9MJ.该数据并非十分精确，但已经足以排除该行星属于红矮星或褐矮星的可能性。